# Changhua
Changhua of Zhanghua is een stad in Taiwan en is de hoofdstad van het arrondissement (xiàn) Changhua. Changhua telt ongeveer 240.000 inwoners.